# Bunun (pueblo)
El Bunun ( chino : 布農 ; pinyin : Bunong ), también conocido históricamente como el Vonum , son un pueblo indígena de Taiwán y son mejor conocidos por su sofisticada polifónica de la música vocal. Ellos hablan el lenguaje Bunun . A diferencia de otros pueblos aborígenes de Taiwán , los Bunun están dispersas en todo sierras centrales de la isla. En el año 2000, el Bunun numerada 41.038. Esto fue aproximadamente el 8% de la población indígena total de Taiwán, por lo que el grupo indígena cuarto mayor. Tienen cinco comunidades distintas: el Takbunuaz, la Takituduh, la Takibaka, la Takivatan y el Isbukun.

## Historia
Hasta la llegada de los misioneros cristianos a principios del siglo XX, se sabía que los Bunun eran guerreros feroces y cazadores de cabezas. Los Bunun eran uno de los "pueblos de alta montaña" (junto con los Atayal y los Taroko ) que tradicionalmente vivían en pequeñas unidades familiares en la Cordillera Central de Taiwán y eran hostiles a todos los forasteros, ya sean inmigrantes chinos o pueblos aborígenes circundantes. Mientras que la mayoría de los otros aborígenes eran bastante sedentarios y tendían a vivir en áreas más bajas, los Bunun, junto con los Atayal y Taroko estaban constantemente en movimiento en la Cordillera Central de Taiwán, buscando nuevas zonas de caza y practicando la agricultura de tala y quema.. Sus alimentos básicos eran mijo, ñame y caza.
Taiwán en 1901, con el Bunun marcado como "Grupo Vonum de Salvajes".
Durante el dominio japonés (1895–1945), los Bunun estuvieron entre los últimos pueblos en ser "pacificados" por el gobierno japonés en residencia. Después de un período inicial de feroz resistencia, se vieron obligados a descender de las montañas y concentrarse en una serie de aldeas de tierras bajas que se extendieron por toda la isla. Como resultado, la unidad familiar se volvió menos importante y la vida se centró en unidades individuales de la aldea. El gobierno japonés restringió las prácticas de caza (principalmente para controlar el uso de armas de fuego) e introdujo el cultivo húmedo de arroz. Los aborígenes Bunun bajo el jefe Raho Ari  [ zh ](lāhè · āléi) participó en la guerra de guerrillas contra los japoneses durante veinte años. La revuelta de Raho Ari se desencadenó cuando los japoneses implementaron una política de control de armas en 1914 contra los aborígenes en la que sus fusiles fueron confiscados en las estaciones de policía cuando terminaban las expediciones de caza. El incidente de Dafen  [ zh ]comenzó en Dafen cuando un pelotón de la policía fue asesinado por el clan de Raho Ari en 1915. Raho Ari y sus seguidores crearon un asentamiento con 266 personas llamado Tamaho cerca de la fuente del río Laonong y atrajo a más rebeldes Bunun a su causa. Raho Ari y sus seguidores capturaron balas y pistolas y mataron a japoneses en repetidas incursiones contra estaciones de policía japonesas al infiltrarse sobre la "línea de vigilancia" japonesa de cercas electrificadas y estaciones de policía a su antojo.  Muchos Bunun fueron reclutados como policías locales y durante la Segunda Guerra Mundial, el ejército japonés tenía regimientos Bunun.
A lo largo del siglo XX, varias oleadas de misioneros de diversas denominaciones se extendieron por Taiwán. Tuvieron un éxito particular con los habitantes aborígenes de la isla y después de la última ola misionera en la década de 1940, que se originó en Japón, la mayoría de los aborígenes se convirtieron al cristianismo. Hoy, la mayoría de los Bunun pertenecen a la Iglesia Católica oa la Iglesia Presbiteriana local .
Después de la llegada del Kuomintang nacionalista chino en octubre de 1945, comenzaron los días difíciles para la población aborigen. La política de "un idioma, una cultura" del gobierno nacionalista prohíbe el uso de cualquier idioma que no sea el mandarín estándar , para uso oficial, así como en la vida cotidiana, y las culturas indígenas fueron sistemáticamente discriminadas y alentadas a asimilarse a la cultura dominante. La cultura Bunun fue erosionada por la presión conjunta de su nueva fe, así como por las políticas de sinificación del gobierno. La situación mejoró recientemente después de dos décadas de reformas democráticas .

## Gente Bunun notable
- Sharon Kao , actriz
- Tzu-Wei Lin , jugador de béisbol de los Boston Red Sox
- Eval Malinjinnan , artista cuatrilingüe, pintor interdisciplinario con sede en Sydney / diseñador

## Atracciones turísticas
- Museo Cultural Bunun
- Bunun Ocio Granja